# Bandera de Arucas
La bandera del municipio grancanario de Arucas está dividida verticalmente en dos mitades, la del asta amarilla, con el escudo municipal, y la del batiente, verde.
El amarillo simboliza la riqueza generada por el trabajo de los habitantes de la localidad a lo largo de su historia. El verde alude la agricultura y a la esperanza en un brillante futuro. La disposición vertical de las dos franjas simboliza los dos pilares básicos sobre los que se ha apoyado en toda época el auge y bienestar de la población.